# Liste der Kulturdenkmäler in Mörzheim
In der Liste der Kulturdenkmäler in Mörzheim sind alle Kulturdenkmäler im Stadtteil Mörzheim der rheinland-pfälzischen Stadt Landau in der Pfalz aufgeführt. Grundlage ist die Denkmalliste des Landes Rheinland-Pfalz (Stand: 6. November 2023).

## Einzeldenkmäler
| Bezeichnung                         | Lage                                      | Baujahr                           | Beschreibung | Bild                           |
| ----------------------------------- | ----------------------------------------- | --------------------------------- | --- | ------------------------------ |
| Katholische Pfarrkirche St. Ägidius | Am Kreuzstein 19a Lage                    | 1928                              | Saalbau, 1928 | Fotos hochladen                |
| Wohnhaus                            | Brühlstraße 23 Lage                       | 17. oder 18. Jahrhundert          | barockes Fachwerkhaus, teilweise massiv, 17. oder 18. Jahrhundert; Kellertür bezeichnet 1711                                                                                   | Fotos hochladen                |
| Torpfosten                          | Haufenstraße, bei Nr. 19 Lage             | um 1600                           | Renaissance-Hoftorpfosten, wohl um 1600 | Fotos hochladen                |
| Hofanlage                           | Haufenstraße 25 Lage                      | 18. Jahrhundert                   | Hofanlage, 18. Jahrhundert; eingeschossiges barockes Fachwerkhaus | Fotos hochladen                |
| Hofanlage                           | Herrenstraße 2 Lage                       | 18. Jahrhundert                   | Vierseithof; barockes Fachwerkhaus über Hockeller, 18. Jahrhundert, die Fachwerk überbaute Torfahrt bezeichnet 1828                                                            | Fotos hochladen                |
| Hofanlage                           | Mörzheimer Hauptstraße 19 Lage            | 19. Jahrhundert                   | Dreiseithof; eingeschossiges Fachwerkhaus und ehemalige Schmiede, erste und zweite Hälfte des 19. Jahrhunderts                                                                 | Fotos hochladen                |
| Torbogen                            | Mörzheimer Hauptstraße, an Nr. 26/28 Lage | 1725                              | barocker Torbogen mit Nebenpforte, bezeichnet 1725 | Fotos hochladen                |
| Rathaus                             | Mörzheimer Hauptstraße 31 Lage            | erste Hälfte des 19. Jahrhunderts | Rathaus; klassizistischer Krüppelwalmdachbau mit offener Erdgeschoss-Halle, im Kern aus der ersten Hälfte des 19. Jahrhunderts, Umbau in den 1920er/30er Jahren                | weitere Bilder Fotos hochladen |
| Brunnen                             | Mörzheimer Hauptstraße, bei Nr. 33 Lage   | 1740                              | Laufbrunnen, bezeichnet 1740, 1882 und 1939 | Fotos hochladen                |
| Hofanlage                           | Mörzheimer Hauptstraße 35 Lage            | ab 1737                           | spätbarocker Hakenhof, Mitte bis zweite Hälfte des 18. Jahrhunderts; Wohnhaus, teilweise Fachwerk, Scheune bezeichnet 1737                                                     | Fotos hochladen                |
| Torpfosten                          | Mörzheimer Hauptstraße, bei Nr. 43 Lage   | um 1600                           | Renaissance-Hoftorpfosten, wohl um 1600 | Fotos hochladen                |
| Wohnhaus                            | Mörzheimer Hauptstraße 47 Lage            | Ende des 18. Jahrhunderts         | eingeschossiges spätbarockes Fachwerkhaus, Ende des 18. Jahrhunderts | Fotos hochladen                |
| Hofanlage                           | Unterstraße 7 Lage                        | 1561                              | Dreiseithof, bezeichnet 1561 und 1585; Fachwerkhaus, Krüppelwalmdach, bezeichnet 1561, im Wesentlichen vom Anfang des 18. Jahrhunderts, Fußgängerpforte bezeichnet 1585 (Bild) | Fotos hochladen                |
| Protestantische Pfarrkirche         | Zum Kirchweg 1 Lage                       | 1778                              | ehemalige Simultankirche St. Ägidius, spätbarocker Saalbau, 1778 | Fotos hochladen                |
| Dorfgemeinschaftshaus               | Zum Kirchweg 3 Lage                       | um 1910                           | ehemalige Schule; Krüppelwalmdachbau, Heimatstil, um 1910 | Fotos hochladen                |
| Höckerlinie                         | östlich des Ortes an der K 45 Lage        | 1939                              | Höckerlinie; fünfzügiges Panzerhindernis der Westbefestigung (Westwall), 1939                                                                                                  | weitere Bilder Fotos hochladen |